# Condado de Wright (Minnesota)
El condado de Wright (en inglés: Wright County), fundado en 1855 y con nombre en honor al político Silas Wright, es un condado del estado estadounidense de Minnesota. En el año 2000 tenía una población de 89.986 habitantes con una densidad de población de 48,6 personas por km². La sede del condado es Búfalo, aunque la ciudad más poblada es Saint Michel.

## Geografía
Según la oficina del censo el condado tiene una superficie total de 1850 km² (714,3 mi²), de los que 1711 km² (660,6 mi²) son tierra y 139 km² (53,7 mi²) (7,51%) son agua.

## Condados adyacentes
- Condado de Sherburne - noreste
- Condado de Hennepin - este
- Condado de Carver - sureste
- Condado de McLeod - suroeste
- Condado de Meeker - oeste
- Condado de Stearns - noroeste

### Principales carreteras y autopistas
- Interestatal 94
- U.S. Autopista 12
- U.S. Autopista 52
- Carretera estatal 24
- Carretera estatal 25
- Carretera estatal 55
- Carretera estatal 101
- Carretera estatal 241

## Demografía
Según el censo del 2000 la renta per cápita media de los habitantes del condado era de 53.945 dólares y el ingreso medio de una familia era de 60.940 dólares. En el año 2000 los hombres tenían unos ingresos anuales 40.630 dólares frente a los 28.201 dólares que percibían las mujeres. El ingreso por habitante era de 21.844 dólares y alrededor de un 4,70% de la población estaba bajo el umbral de pobreza nacional.

## Ciudades y pueblos
| - Albertville - Annandale - Buffalo - Clearwater - Cokato - Dayton - Delano - Hanover - Howard Lake | - Maple Lake - Monticello - Montrose - Otsego - Rockford - South Haven - St. Michael - Waverly - Silver Creek |

### Municipios
- Municipio de Albion
- Municipio de Buffalo
- Municipio de Chatham
- Municipio de Clearwater
- Municipio de Cokato
- Municipio de Corinna
- Municipio de Franklin
- Municipio de French Lake
- Municipio de Maple Lake
- Municipio de Marysville
- Municipio de Middleville
- Municipio de Monticello
- Municipio de Rockford
- Municipio de Silver Creek
- Municipio de Southside
- Municipio de Stockholm
- Municipio de Victor
- Municipio de Woodland